# کنوانسیون حداقل سن کار (۱۹۷۳)
کنوانسیون حداقل سن کار (انگلیسی: Minimum Age Convention, 1973)، پیمانی است که در سال ۱۹۷۳ توسط سازمان بین‌المللی کار تصویب شد. این کنوانسیون (شماره C138 سازمان بین‌المللی کار) جایگزین چند کنوانسیون ویژه کار مشابه قبلی می‌شود.
جهت پیشبرد سیاست جلوگیری از بکارگیری کودکان کار ضروری است که دولتها این کنوانسیون را قبول و امضا کنند.

## حداقل سن کار
کشورها آزادند که حداقل سن استخدام را ۱۵ سال مشخص کنند؛ و نیز ممکن است به‌طور موقت ۱۴ سال را برای یک دوره ویژه زمانی اعلام کنند. قانون می‌تواند استخدام کودکان ۱۳ تا ۱۵ ساله را برای کارهای سبک (که برای سلامتی آنها مضر نباشد و با مدرسه رفتن آنها در تضاد نباشد) مشخص کند. برای کارهایی که سلامتی جسم و روان کارگر را در معرض خطر قرار می‌دهد، حداقل سن استخدام ۱۸ سال ضروری است.

## تأثیرات بر سایر کنوانسیون‌ها
با اجرائی شدن این کنوانسیون برخی از کنوانسیونهای قبلی که در تعارض با این پیمان هستند، باید از دور خارج شوند یا بخشهای موافق آنها به جزئی از این کنوانسیون تبدیل گردند.

## تصویب

### حداقل سن تعریف شده کار
حداقل سن تعریف شده توسط کشورها

### لیست کشورهای تصویب کننده
یکسال پس از تصویب اولین توافق‌نامه توسط کوبا و لیبی، این کنوانسیون به تصویب رسید. از ژوئن ۲۰۱۷، ۱۷۰ کشور این کنوانسیون را تصویب کرده‌اند.
| کشور                                    | تاریخ           | سن حداقل (سال) |
| --------------------------------------- | --------------- | -------------- |
| افغانستان                               | ۷ آوریل ۲۰۱۰    | ۱۴             |
| آلبانی                                  | ۱۶ فوریه ۱۹۹۸   | ۱۶             |
| الجزایر                                 | ۳۰ آوریل ۱۹۸۴   | ۱۶             |
| آنگولا                                  | ۱۳ ژوئن ۲۰۰۱    | ۱۴             |
| آنتیگوا و باربودا                       | ۱۷ مارس ۱۹۸۳    | ۱۶             |
| آرژانتین                                | ۱۱ نوامبر ۱۹۹۶  | ۱۴             |
| ارمنستان                                | ۲۷ ژانویه ۲۰۰۶  | ۱۶             |
| استرالیا                                | ۱۸ سپتامبر ۲۰۰۰ | ۱۵             |
| جمهوری آذربایجان                        | ۱۹ مه ۱۹۹۲      | ۱۶             |
| باهاما                                  | ۳۱ اکتبر ۲۰۰۱   | ۱۴             |
| بحرین                                   | ۷ مارس ۲۰۱۲     | ۱۵             |
| باربادوس                                | ۴ ژانویه ۲۰۰۰   | ۱۵             |
| بلاروس (ازجمهوری‌های اتحاد جماهیر شوروی) | ۳ مه ۱۹۷۹       | ۱۶             |
| بلژیک                                   | ۱۹ آوریل ۱۹۸۸   | ۱۵             |
| بلیز                                    | ۶ مارس ۲۰۰۰     | ۱۴             |
| بنین                                    | ۱۱ ژوئن ۲۰۰۱    | ۱۴             |
| بولیوی                                  | ۱۱ ژوئن ۱۹۹۷    | ۱۴             |
| بوسنی و هرزگووین                        | ۲ ژوئن ۱۹۹۳     | ۱۵             |
| بوتسوانا                                | ۵ ژوئن ۱۹۹۷     | ۱۴             |
| برزیل                                   | ۲۸ ژوئن ۲۰۰۱    | ۱۶             |
| بروندی                                  | ۱۷ ژوئن ۲۰۱۱    | ۱۶             |
| بلغارستان                               | ۲۳ آوریل ۱۹۸۰   | ۱۶             |
| بورکینافاسو                             | ۱۱ فوریه ۱۹۹۹   | ۱۵             |
| بوروندی                                 | ۱۹ ژوئیه ۲۰۰۰   | ۱۶             |
| کامبوج                                  | ۲۳ اوت ۱۹۹۹     | ۱۴             |
| کامرون                                  | ۱۳ اوت ۲۰۰۱     | ۱۴             |
| کانادا                                  | ۸ ژوئن ۲۰۱۶     | ۱۶             |
| کیپ ورد                                 | ۷ فوریه ۲۰۱۱    | ۱۵             |
| جمهوری آفریقای مرکزی                    | ۲۸ ژوئن ۲۰۰۰    | ۱۴             |
| چاد                                     | ۲۱ مارس ۲۰۰۵    | ۱۴             |
| شیلی                                    | ۱ فوریه ۱۹۹۹    | ۱۵             |
| چین                                     | ۲۸ آوریل ۱۹۹۹   | ۱۶             |
| کلمبیا                                  | ۲ فوریه ۲۰۰۱    | ۱۴             |
| کومور                                   | ۱۷ مارس ۲۰۰۴    | ۱۵             |
| جمهوری کنگو                             | ۲۶ نوامبر ۱۹۹۹  | ۱۴             |
| کاستاریکا                               | ۱۱ ژوئن ۱۹۷۶    | ۱۵             |
| ساحل عاج                                | ۷ فوریه ۲۰۰۳    | ۱۴             |
| کرواسی                                  | ۸ اکتبر ۱۹۹۱    | ۱۵             |
| کوبا                                    | ۷ مارس ۱۹۷۵     | ۱۵             |
| قبرس                                    | ۲ اکتبر ۱۹۹۷    | ۱۵             |
| جمهوری چک                               | ۲۶ آوریل ۲۰۰۷   | ۱۵             |
| جمهوری دموکراتیک کنگو                   | ۲۰ ژوئن ۲۰۰۱    | ۱۴             |
| دانمارک                                 | ۱۳ نوامبر ۱۹۹۷  | ۱۵             |
| جیبوتی                                  | 1۴ ژوئن ۲۰۰۵    | ۱۶             |
| دومینیکا                                | ۲۷ سپتامبر ۱۹۸۳ | ۱۵             |
| جمهوری دومینیکن                         | ۱۵ ژوئن ۱۹۹۹    | ۱۴             |
| اکوادور                                 | ۱۹ سپتامبر ۲۰۰۰ | ۱۴             |
| مصر                                     | ۹ ژوئن ۱۹۹۹     | ۱۴             |
| السالوادور                              | ۲۳ ژانویه ۱۹۹۶  | ۱۴             |
| گینه استوایی                            | ۱۲ ژوئن ۱۹۸۵    | ۱۴             |
| اریتره                                  | ۲۲ فوریه ۲۰۰۰   | ۱۴             |
| استونی                                  | ۱۵ مارس ۲۰۰۷    | ۱۵             |
| اتیوپی                                  | ۲۷ مه ۱۹۹۹      | ۱۴             |
| فیجی                                    | ۳ ژانویه ۲۰۰۳   | ۱۵             |
| فنلاند                                  | ۱۳ ژانویه ۱۹۷۶  | ۱۵             |
| فرانسه                                  | ۱۳ ژوئیه ۱۹۹۰   | ۱۶             |
| گابن                                    | ۲۵ اکتبر ۲۰۱۰   | ۱۶             |
| گامبیا                                  | ۴ سپتامبر ۲۰۰۰  | ۱۴             |
| غنا                                     | ۶ ژوئن ۲۰۱۱     | ۱۵             |
| گرجستان                                 | ۲۳ سپتامبر ۱۹۹۶ | ۱۵             |
| آلمان                                   | ۸ آوریل ۱۹۷۶    | ۱۵             |
| یونان                                   | ۱۴ مارس ۱۹۸۶    | ۱۵             |
| گرانادا                                 | ۱۴ مه ۲۰۰۳      | ۱۶             |
| گواتمالا                                | ۲۷ آوریل ۱۹۹۰   | ۱۴             |
| گینه                                    | ۶ ژوئن ۲۰۰۳     | ۱۶             |
| گینه بیسائو                             | ۵ مارس ۲۰۰۹     | ۱۴             |
| گایانا                                  | ۱۵ آوریل ۱۹۹۸   | ۱۵             |
| هائیتی                                  | ۵ مارس ۲۰۰۹     | ۱۴             |
| هندوراس                                 | ۹ ژوئن ۱۹۸۰     | ۱۴             |
| مجارستان                                | ۲۸ مه ۱۹۹۸      | ۱۶             |
| ایسلند                                  | ۶ دسامبر ۱۹۹۹   | ۱۵             |
| هند                                     | ۱۳ ژوئن ۲۰۱۷    | ۱۴             |
| اندونزی                                 | ۷ ژوئن ۱۹۹۹     | ۱۵             |
| عراق                                    | ۱۳ فوریه ۱۹۸۵   | ۱۵             |
| ایرلند                                  | ۲۲ ژوئن ۱۹۷۸    | ۱۶             |
| اسرائیل                                 | ۲۱ ژوئن ۱۹۷۹    | ۱۵             |
| ایتالیا                                 | ۲۸ ژوئیه ۱۹۸۱   | ۱۵             |
| جامائیکا                                | 1۳ اکتبر ۲۰۰۳   | ۱۵             |
| ژاپن                                    | ۵ ژوئن ۲۰۰۰     | ۱۵             |
| اردن                                    | ۲۳ مارس ۱۹۹۸    | ۱۶             |
| قزاقستان                                | ۱۸ مه ۲۰۰۱      | ۱۶             |
| Kenya                                   | ۹ آوریل ۱۹۷۹    | ۱۶             |
| Kiribati                                | 1۷ ژوئن ۲۰۰۹    | ۱۴             |
| South Korea                             | 2۸ ژانویه ۱۹۹۹  | ۱۵             |
| Kuwait                                  | 1۵ نوامبر ۱۹۹۹  | ۱۵             |
| Kyrgyzstan                              | 3۱ مارس ۱۹۹۲    | ۱۶             |
| Laos                                    | 1۳ ژوئن ۲۰۰۵    | ۱۴             |
| Latvia                                  | ۲ ژوئن ۲۰۰۶     | ۱۵             |
| Lebanon                                 | 1۰ ژوئن ۲۰۰۳    | ۱۴             |
| Lesotho                                 | 1۴ ژوئن ۲۰۰۱    | ۱۵             |
| Libya                                   | 1۹ ژوئن ۱۹۷۵    | ۱۵             |
| Lithuania                               | 2۲ ژوئن ۱۹۹۸    | ۱۶             |
| Luxembourg                              | 2۴ مارس ۱۹۷۷    | ۱۵             |
| Macedonia                               | 1۷ نوامبر ۱۹۹۱  | ۱۵             |
| Madagascar                              | 3۱ مه ۲۰۰۰      | ۱۵             |
| Malawi                                  | 1۹ نوامبر ۱۹۹۹  | ۱۴             |
| Malaysia                                | ۹ سپتامبر ۱۹۹۷  | ۱۵             |
| Maldives                                | ۴ ژانویه ۲۰۱۳   | ۱۶             |
| Mali                                    | 1۱ مارس ۲۰۰۲    | ۱۵             |
| Malta                                   | ۹ ژوئن ۱۹۸۸     | ۱۶             |
| Mauritania                              | ۳ دسامبر ۲۰۰۱   | ۱۴             |
| Mauritius                               | 3۰ ژوئیه ۱۹۹۰   | ۱۵             |
| Mexico                                  | 1۰ ژوئن ۲۰۱۵    | ۱۵             |
| Moldova                                 | 2۱ سپتامبر ۱۹۹۹ | ۱۶             |
| Montenegro                              | ۳ ژوئن ۲۰۰۶     | ۱۵             |
| Mongolia                                | 1۶ دسامبر ۲۰۰۲  | ۱۵             |
| Morocco                                 | ۶ ژانویه ۲۰۰۰   | ۱۵             |
| Mozambique                              | 1۶ ژوئن ۲۰۰۳    | ۱۵             |
| Namibia                                 | 1۵ نوامبر ۲۰۰۰  | ۱۴             |
| Nepal                                   | 3۰ مه ۱۹۹۷      | ۱۴             |
| Netherlands (European territory)        | 1۴ سپتامبر ۱۹۷۶ | ۱۵             |
| Netherlands (Aruba)                     | 1۸ فوریه ۱۹۸۶   | ۱۵             |
| Nicaragua                               | ۲ نوامبر ۱۹۸۱   | ۱۴             |
| Niger                                   | ۴ دسامبر ۱۹۷۸   | ۱۴             |
| Nigeria                                 | ۲ اکتبر ۲۰۰۲    | ۱۵             |
| Norway                                  | ۸ ژوئیه ۱۹۸۰    | ۱۵             |
| Oman                                    | 2۱ ژوئیه ۲۰۰۵   | ۱۵             |
| Pakistan                                | ۶ ژوئیه ۲۰۰۶    | ۱۴             |
| Panama                                  | 3۱ اکتبر ۲۰۰۰   | ۱۴             |
| Papua New Guinea                        | ۲ ژوئن ۲۰۰۰     | ۱۶             |
| Paraguay                                | ۳ مارس ۲۰۰۴     | ۱۴             |
| Peru                                    | 1۳ نوامبر ۲۰۰۲  | ۱۴             |
| Philippines                             | ۴ ژوئن ۱۹۹۸     | ۱۵             |
| Poland                                  | 2۲ مارس ۱۹۷۸    | ۱۵             |
| Portugal                                | 2۰ مه ۱۹۹۸      | ۱۶             |
| Qatar                                   | ۳ ژانویه ۲۰۰۶   | ۱۶             |
| Romania                                 | 1۹ نوامبر ۱۹۷۵  | ۱۶             |
| Russia (as the Soviet Union)            | ۳ مه ۱۹۷۹       | ۱۶             |
| Rwanda                                  | 1۵ آوریل ۱۹۸۱   | ۱۴             |
| Saint Kitts and Nevis                   | ۳ ژوئن ۲۰۰۵     | ۱۶             |
| Saint Vincent and the Grenadines        | 2۵ ژوئیه ۲۰۰۶   | ۱۴             |
| Samoa                                   | 2۹ اکتبر ۲۰۰۸   | ۱۵             |
| San Marino                              | ۱ فوریه ۱۹۹۵    | ۱۶             |
| São Tomé and Príncipe                   | ۴ مه ۲۰۰۵       | ۱۴             |
| Saudi Arabia                            | ۲ آوریل ۲۰۱۴    | ۱۵             |
| Senegal                                 | 1۵ دسامبر ۱۹۹۹  | ۱۵             |
| Serbia (as Serbia and Montenegro)       | 2۴ نوامبر ۲۰۰۰  | ۱۵             |
| Seychelles                              | ۷ مارس ۲۰۰۰     | ۱۵             |
| Sierra Leone                            | 1۳ ژوئن ۲۰۱۱    | ۱۶             |
| Singapore                               | ۷ نوامبر ۲۰۰۵   | ۱۵             |
| Slovakia                                | 2۹ سپتامبر ۱۹۹۷ | ۱۵             |
| Slovenia                                | 2۹ مه ۱۹۹۲      | ۱۵             |
| Solomon Islands                         | 2۲ آوریل ۲۰۱۳   | ۱۴             |
| South Africa                            | 3۰ مارس ۲۰۰۰    | ۱۶             |
| South Sudan                             | 2۹ آوریل ۲۰۱۲   | ۱۴             |
| Spain                                   | 1۶ مه ۱۹۷۷      | ۱۶             |
| Sri Lanka                               | ۱۱ فوریه ۲۰۰۰   | ۱۴             |
| Sudan                                   | ۷ مارس ۲۰۰۳     | ۱۴             |
| Swaziland                               | 2۳ اکتبر ۲۰۰۲   | ۱۵             |
| Sweden                                  | 2۳ آوریل ۱۹۹۰   | ۱۵             |
| Switzerland                             | 1۷ اوت ۱۹۹۹     | ۱۵             |
| Syria                                   | 1۸ سپتامبر ۲۰۰۱ | ۱۵             |
| Tajikistan                              | 2۶ نوامبر ۱۹۹۳  | ۱۶             |
| Tanzania                                | 1۶ دسامبر ۱۹۹۸  | ۱۴             |
| Thailand                                | 1۱ مه ۲۰۰۴      | ۱۵             |
| Togo                                    | 1۶ مارس ۱۹۸۴    | ۱۴             |
| Trinidad and Tobago                     | ۳ سپتامبر ۲۰۰۴  | ۱۶             |
| Tunisia                                 | 1۹ اکتبر ۱۹۹۵   | ۱۶             |
| Turkey                                  | 3۰ اکتبر ۱۹۹۸   | ۱۵             |
| Turkmenistan                            | 2۷ مارس ۲۰۱۲    | ۱۶             |
| اوگاندا                                 | ۲۵ مارس ۲۰۰۳    | ۱۴             |
| اوکراین)                                | ۳ مه ۱۹۷۹       | ۱۶             |
| امارات متحده عربی                       | ۲ اکتبر ۱۹۹۸    | ۱۵             |
| انگلستان                                | ۷ ژوئن ۲۰۰۰     | ۱۶             |
| اروگوئه                                 | ۲ ژوئن ۱۹۷۷     | ۱۵             |
| ازبکستان                                | ۶ مارس ۲۰۰۹     | ۱۵             |
| ونزوئلا                                 | ۱۵ ژوئیه ۱۹۸۷   | ۱۴             |
| ویتنام                                  | ۲۴ ژوئن ۲۰۰۳    | ۱۵             |
| یمن                                     | ۱۵ ژوئن ۲۰۰۰    | ۱۴             |
| زامبیا                                  | ۹ فوریه ۱۹۷۶    | ۱۵             |
| زیمبابوه                                | ۶ ژوئن ۲۰۰۰     | ۱۴             |